# Oopsidius pictus
Oopsidius pictus är en skalbaggsart som beskrevs av Stefan von Breuning 1939. Oopsidius pictus ingår i släktet Oopsidius och familjen långhorningar.
Artens utbredningsområde är Fiji. Inga underarter finns listade i Catalogue of Life.